# Вест Појнт (Кентаки)
Вест Појнт (енгл. West Point) град је у америчкој савезној држави Кентаки.

## Демографија
По попису из 2010. године број становника је 797, што је 303 (-27,5%) становника мање него 2000. године.
| Група             | 2000.         | 2010.       |
| Белци             | 1.075 (97,7%) | 764 (95,9%) |
| Афроамериканци    | 7 (0,6%)      | 5 (0,6%)    |
| Азијати           | 1 (0,1%)      | 1 (0,1%)    |
| Хиспаноамериканци | 9 (0,8%)      | 6 (0,8%)    |
| Укупно            | 1.100         | 797         |